# Mörttjärnarna (Jokkmokks socken, Lappland, 737337-169861)
Mörttjärnarna är en sjö i Jokkmokks kommun i Lappland och ingår i Luleälvens huvudavrinningsområde. Sjön har en area på 0,0809 kvadratkilometer och ligger 211,5 meter över havet.

## Delavrinningsområde
Mörttjärnarna ingår i det delavrinningsområde (737318-169654) som SMHI kallar för Utloppet av Måskaure. Medelhöjden är 292 meter över havet och ytan är 48,44 kvadratkilometer. Räknas de 13 avrinningsområdena uppströms in blir den ackumulerade arean 169,03 kvadratkilometer. Görjeån som avvattnar avrinningsområdet har biflödesordning 2, vilket innebär att vattnet flödar genom totalt 2 vattendrag innan det når havet efter 150 kilometer. Avrinningsområdet består mestadels av skog (75 procent) och sankmarker (13 procent). Avrinningsområdet har 1,22 kvadratkilometer vattenytor vilket ger det en sjöprocent på 2,5 procent.